# Knutby kyrka

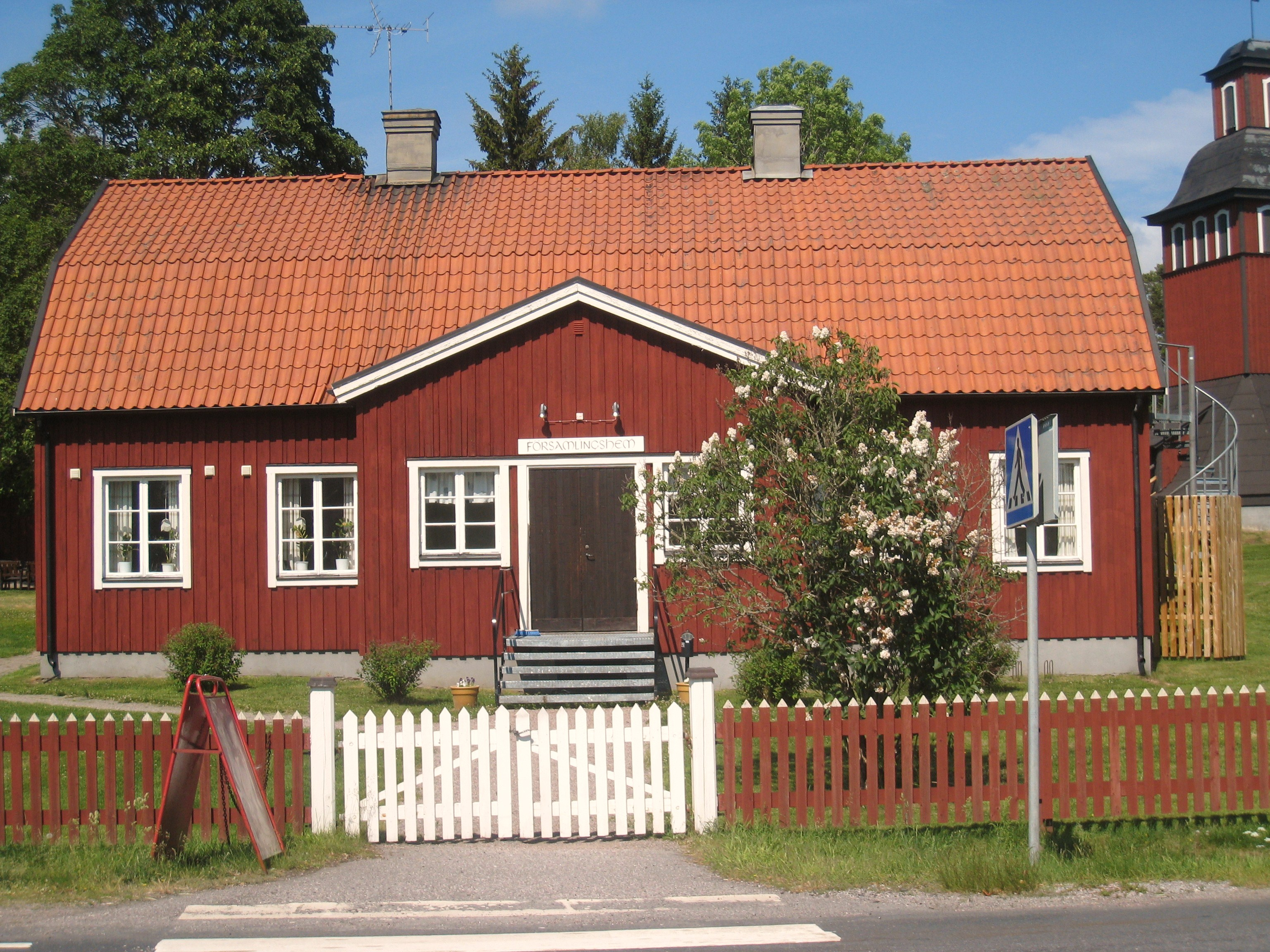
Knutby församlingshem

Knutby kyrka är en kyrkobyggnad som tillhör Knutby-Bladåkers församling i Uppsala stift. Kyrkan ligger i Knutby vid en av de östra huvudvägarna till Uppsala. Eftersom kyrkan anses vara den mest storslagna i trakten har den ibland kallats "Roslagens katedral". 

## Kyrkobyggnaden
Knutby kyrka är en medeltida tvåskeppig hallkyrka uppförd av gråsten. Långhuset tillsammans med det lika höga och breda koret täcks av ett gemensamt sadeltak. Lägre utbyggnader finns för sakristia i nordost och vapenhus i sydväst. Invändigt är kyrkan rikt dekorerad med kalkmålningar på väggar såväl som i valv och utgör på grund av sin storlek Upplands rikaste bevarade medeltida målningssvit. Under sakristian finns rester av ett äldre golv, vilket tyder på att en tidigare träkyrka har funnits på platsen.

## Historik
Kyrkans långhus uppfördes under senare delen av 1200-talet. Sakristian byggdes till under 1300-talet eller 1400-talet. Vapenhuset tillkom sannolikt på 1400-talet. Tegelvalven slogs under 1400-talets sista fjärdedel och ersatte ett tidigare tunnvalv av trä. Eftersom kyrkan var så bred tvingades man göra den tvåskeppig med två rader av valv. Omkring 1500 rasade det sydvästra valvet som fick återuppbyggas. Samtidigt satte man igen västportalen som hade tillkommit samtidigt med kyrkan. På kyrkorummets väggar finns dubbla putslager som båda har medeltida målningar. De äldsta kalkmålningarna tillkom före valvslagningen har tillskrivits samma grupp som målningarna i Strängnäs domkyrkas kor från 1462-63, medan de yngre daterats till 1490-talet. De yngre målningarna är utförda av en (eller flera) okända mästare som skildrar Jesu hela liv med dess gammaltestamentliga förebilder. Under 1700-talet gjordes fönstren om och nya togs upp. Gavelröstena sänktes och en strävpelare uppfördes. Kyrkan vitkalkades invändigt och rappades utvändigt. 1925 genomfördes en restaurering under ledning av arkitekt Ärland Noreen då målningarna avtäcktes och inredningen återfick ursprunglig färgsättning från 1700-talet.

## Inventarier
- Dopfunten, huggen av gotländsk kalksten, är samtida med kyrkan. Funten har mönster som påminner om gotiska kyrkfönster. Troligen tillverkades dopfunten någon gång mellan åren 1250-1300.
- På norra väggen ovanför ingången till sakristian hänger ett triumfkrucifix från 1200-talet. 1925 konserverades krucifixet.
- Vid södra väggen står ett altarskåp från början av 1400-talet.
- Några välbevarade träskulpturer härstammar från 1400-talet.
- Predikstolen tillverkades 1707 av Joakim Lutkenschwanger som arbetade i Burchard Prechts stil. Tillhörande timglas är från 1792.

### Orgel
- Troligen fanns en orgel under medeltiden i kyrkan. Väderlådan från orgeln förvaras på Statens Historiska Museum.
- 1838 byggde Gustaf Andersson, Stockholm en orgel med 9 stämmor.
- 1926 byggde Erik Henrik Eriksson och J A Johnsson, Sundbybergs köping en orgel med 14 stämmor. 1955 omdisponerades och utökades orgeln av Bo Wedrup, Uppsala.
- 1995 byggdes den nuvarande orgeln av Menzels Orgelbyggeri AB, Utansjö. Fasaden är från 1838.

| Huvudverk I    | Svällverk II    | Pedal      | Koppel |
| Borduna 16'    | Gedackt 8´      | Subbas 16´ | I/P    |
| Principal 8'   | Fugara 8'       | Oktava 8'  | II/P   |
| Dubbelflöjt 8' | Unda maris 8'   | Basun 16'  | II/I   |
| Oktava 4'      | Principal 4'    |            |        |
| Täckflöjt 4'   | Tvärflöjt 4'    |            |        |
| Quinta 3'      | Flöjt 2'        |            |        |
| Oktava 2'      | Vox virginea 8' |            |        |
| Scharf 3 chor  | Tremulant       |            |        |
| Trumpet 8'     |                 |            |        |

## Kyrkomiljön
Kyrkogården omges på tre sidor av en bogårdsmur i gråsten från 1200-talet och som har ett tak belagt med handkluven träspån. I muren finns tre stigluckor av putsat tegel vars tegelornering tyder på att de härstammar från 1400-talet. Stigluckorna finns i öster, väster samt den i norr som är kyrkogårdens huvudingång. Vid södra sidan fanns i äldre tider en vattenled. På en backe nordväst om kyrkan står en klockstapel som är uppförd 1739 av Rafael Puset, dåvarande byggmästaren vid Hargs bruk. Stapeln var från början inklädd. Vid en ombyggnad 1909 fick klockstapeln sin nuvarande brädbeklädnad och sitt nuvarande utseende. Av stapelns två klockor bär storklockan årtalet 1759, medan lillklockan är gjuten 1705. Intill kyrkan finns ett församlingshem från 1923 och en före detta kyrkskola från 1871.

## Bildgalleri

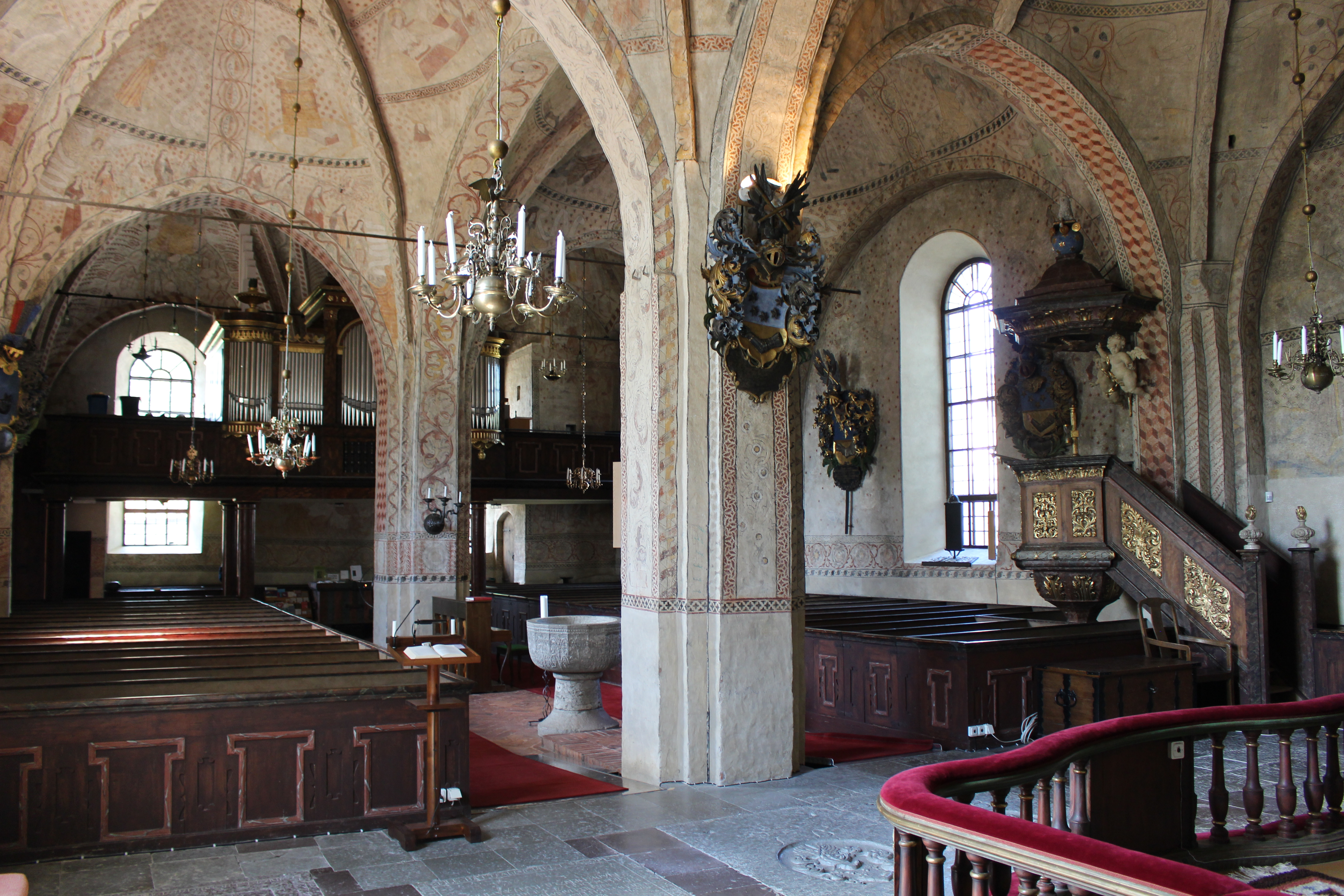
Kyrkorum mot väster
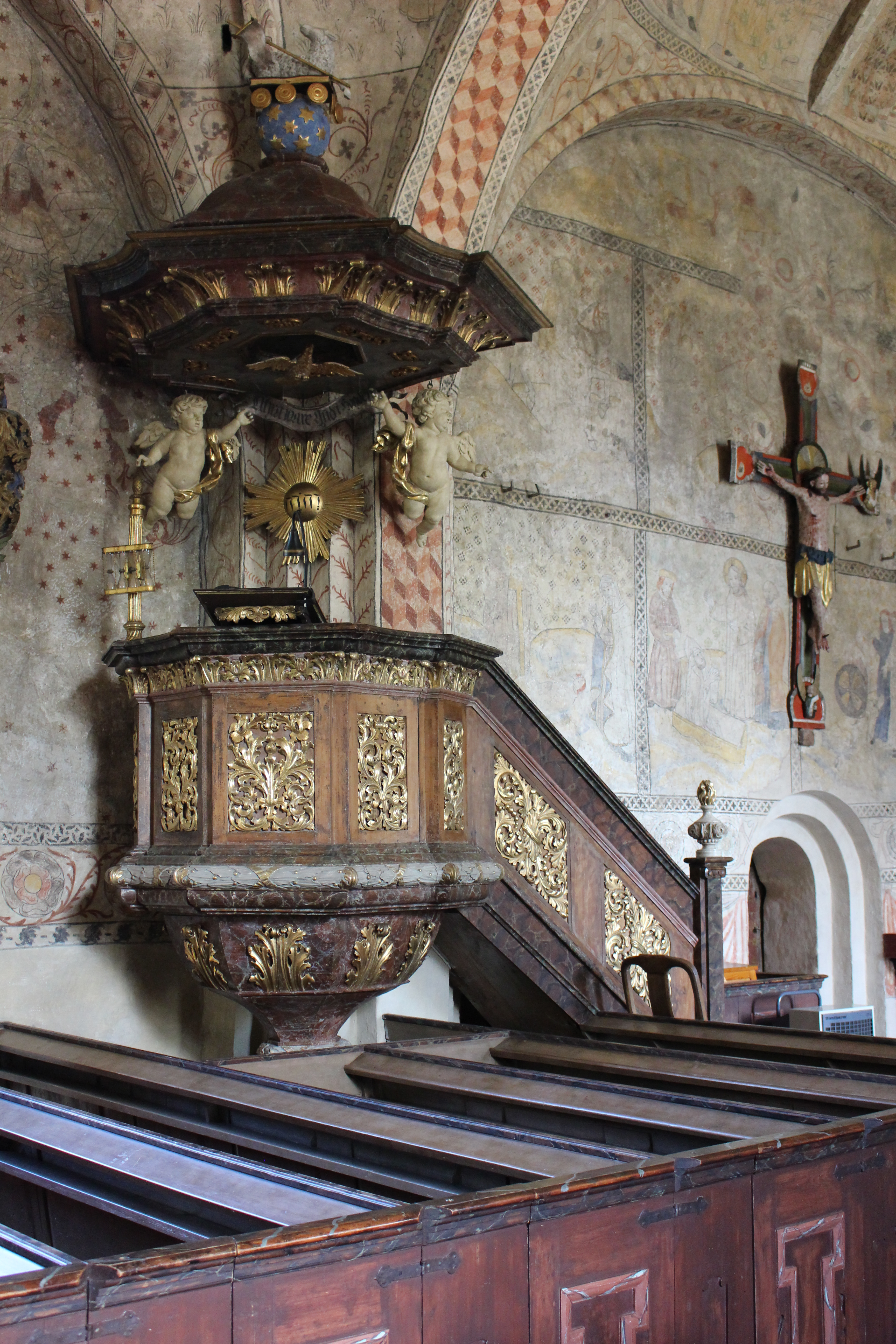
Predikstol
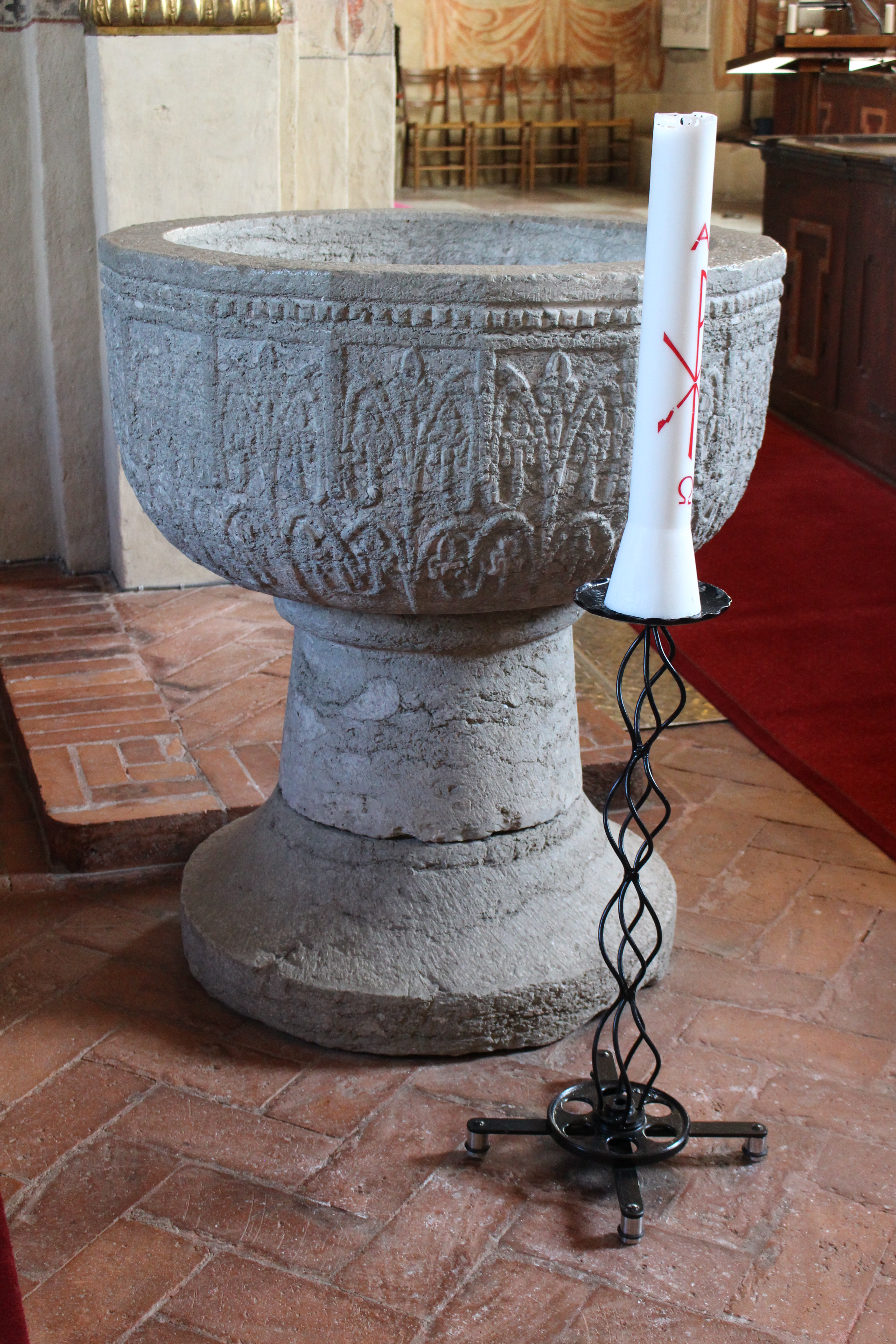
Dopfunt
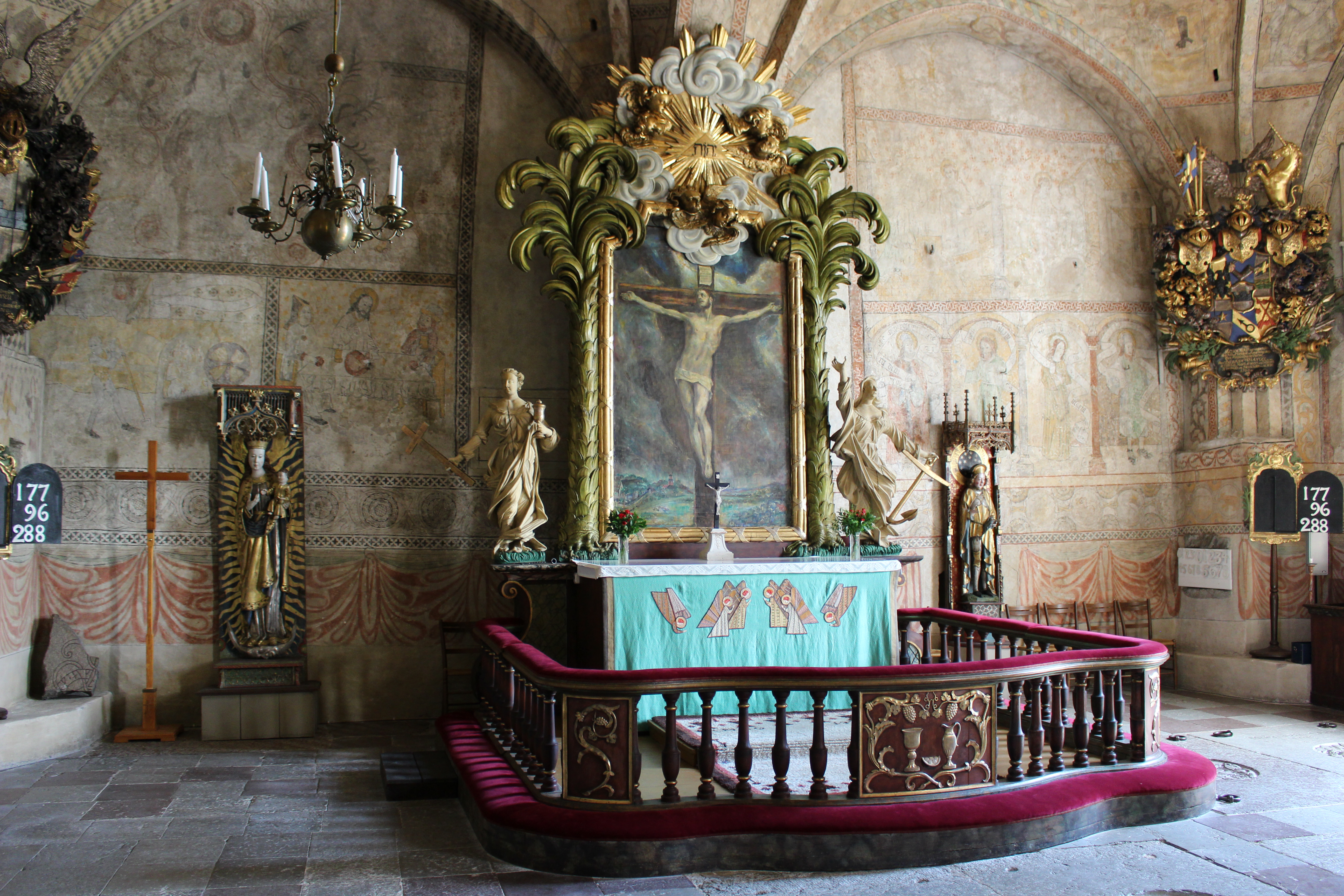
Altaruppsats
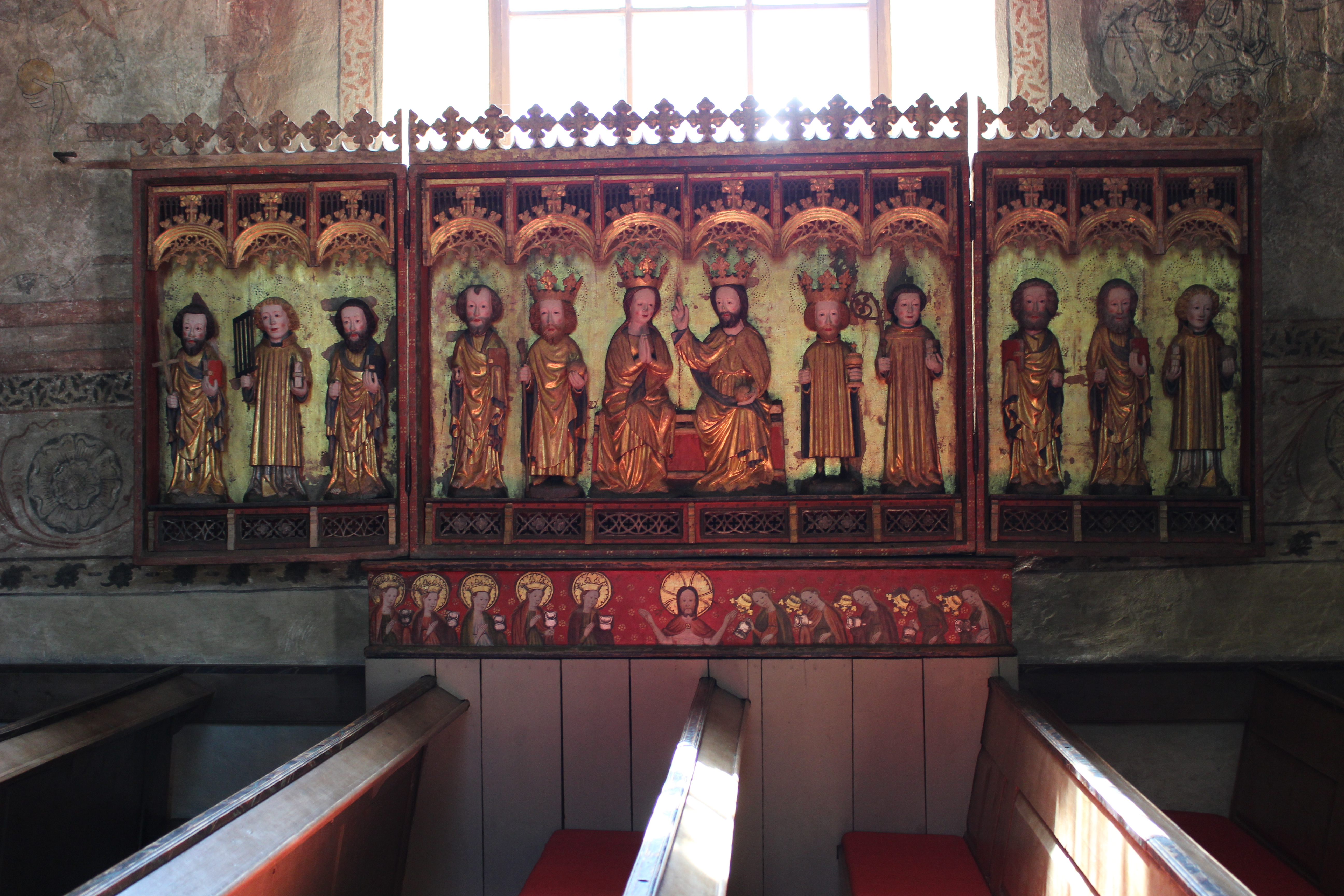
Altarskåp
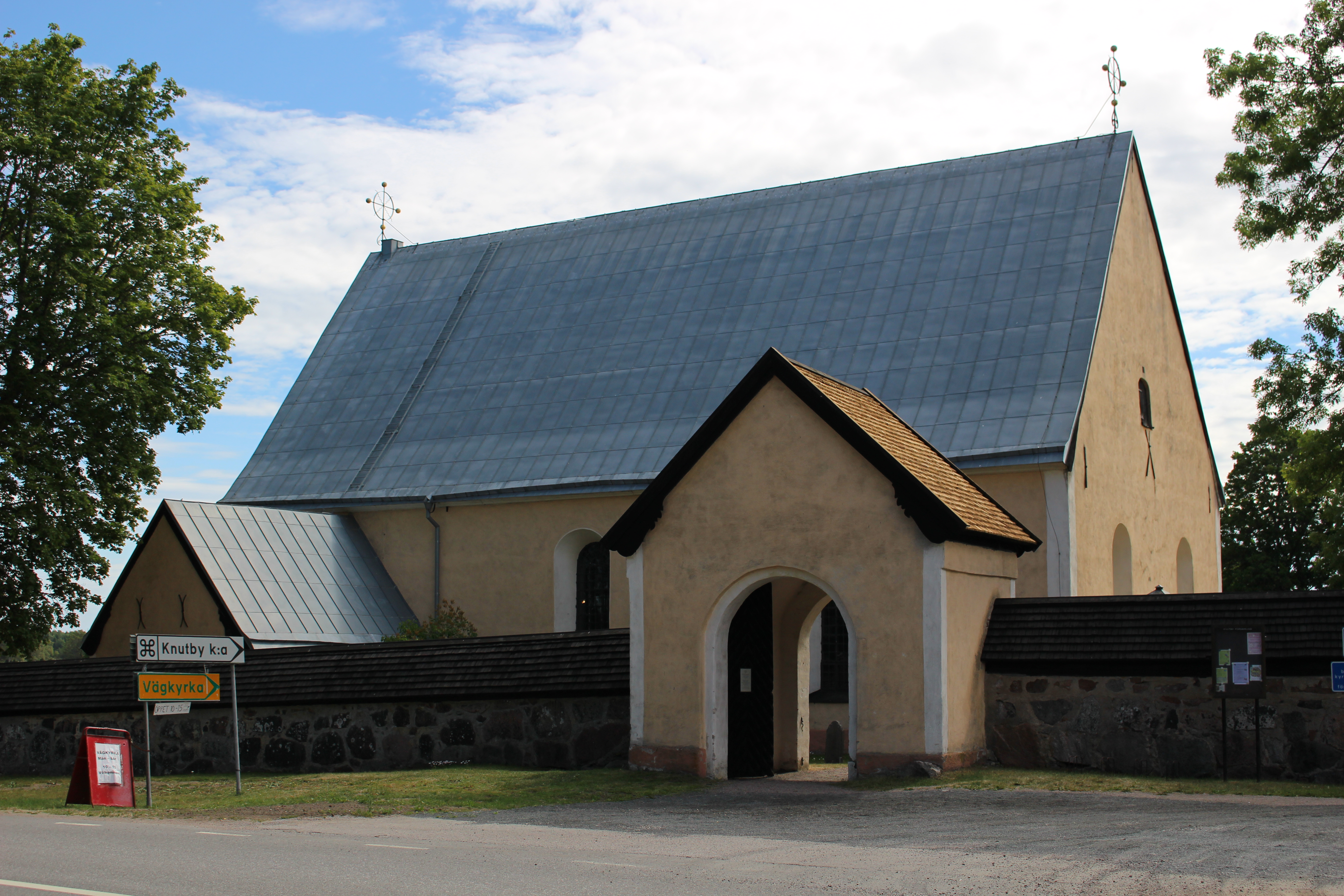
Kyrkan med norra stigluckan.
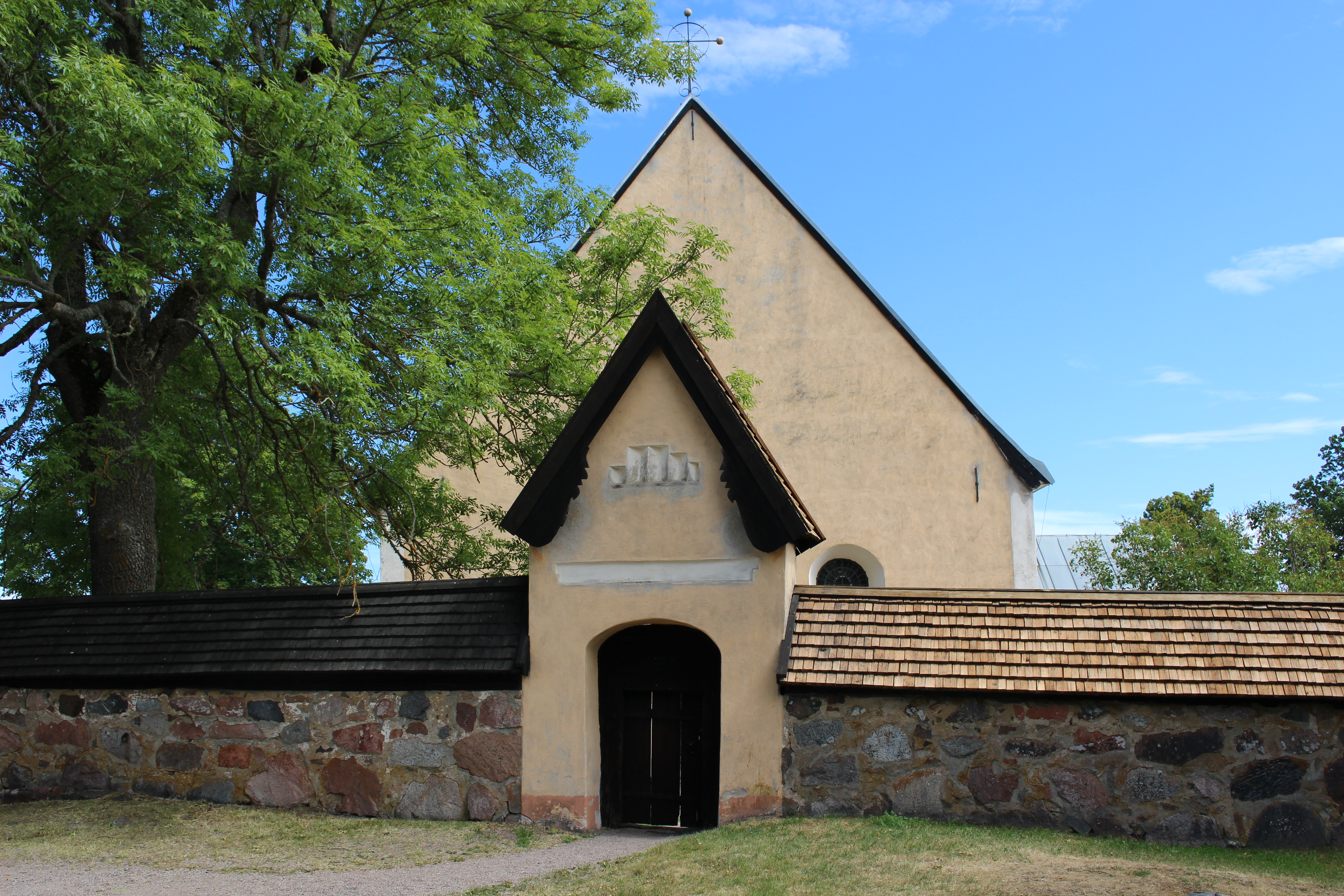
Västra stigluckan med kyrkan i bakgrunden.
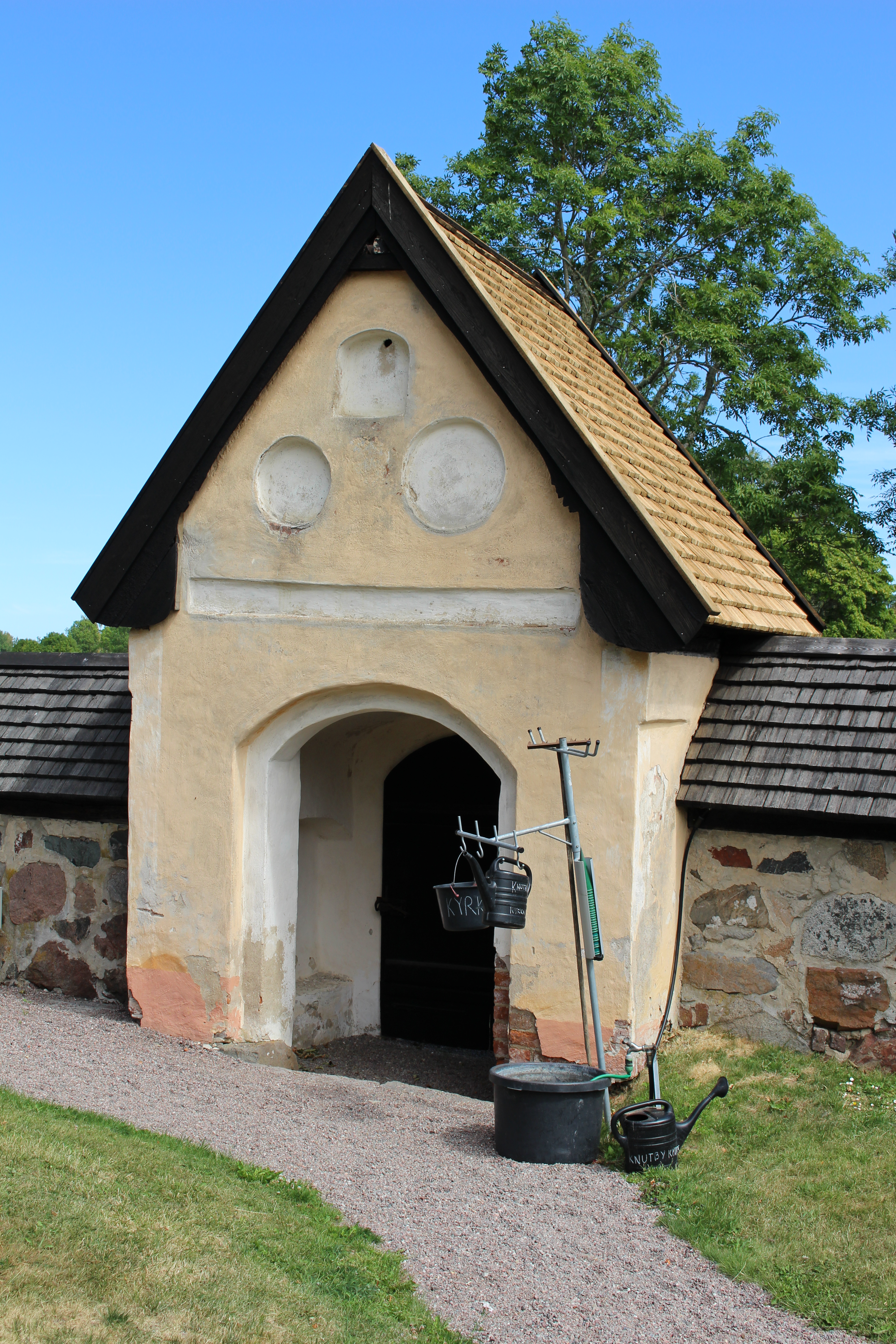
Östra stigluckan.